# Ute Scharfenberg
Ute Scharfenberg (* 28. Januar 1967 in Magdeburg) ist eine deutsche Dramaturgin, Theaterwissenschaftlerin und Übersetzerin.

## Leben
Ute Scharfenberg studierte von 1985 bis 1991 Wirtschafts- und Sozialgeschichte, von 1991 bis 1996 Theaterwissenschaft an der Humboldt-Universität zu Berlin. Sie war von 1996 bis 2000 Dramaturgin am Kleist Theater Frankfurt (Oder), von 2001 bis 2004 Chefdramaturgin an den Freien Kammerspielen Magdeburg, von 2004 bis 2009 am Theater Magdeburg und von 2009 bis 2018 am Hans Otto Theater Potsdam. 2024 promovierte sie an der Freien Universität Berlin mit einer Arbeit über hochkomplexe Verflechtungsfabeln in der zeitgenössischen Dramatik.
Für die Bühne übersetzte Scharfenberg Stücke aus dem Englischen und dem Schwedischen. Ihre Übersetzung des Stücks Half Life des kanadischen Autors John Mighton (Unser halbes Leben) wurde von Deutschlandradio Kultur 2008 auch als Hörspiel produziert. Sie war zudem als Bearbeiterin tätig (u. a. für das Hörspiel Kant nach Die letzten Tage des Immanuel Kant von Thomas de Quincey für Deutschlandradio Berlin/Norddeutscher Rundfunk). Als Gastdozentin unterrichtete sie an der Filmuniversität Babelsberg Konrad Wolf und an der University of Toronto. Seit 2020 ist Scharfenberg Fachvermittlerin für Schauspiel/Bühne bei der Zentralen Auslands- und Fachvermittlung (ZAV) der Bundesagentur für Arbeit (BA).

## Schriften
- Komplexität auf der Bühne. Zur Dramaturgie der Geschichtenverflechtung in zeitgenössischen Theatertexten. Bielefeld 2024, ISBN 978-3-8376-7165-0.
- Heiner Müller. Theater ist Krise. Arbeitsgespräch vom 16. Oktober 1995. In: Ich Wer ist das/Im Regen aus Vogelkot/Im Kalkfell. Für Heiner Müller. Arbeitsbuch. Hrsg. von Frank Hörnigk u. a. Berlin, Theater der Zeit 1996.

## Übersetzungen (Auswahl)
- Rose Scollard: Der Feuervogel (Firebird), Verlag Autorenagentur Berlin
- Naomi Wallace: Die Widersetzung (The Trestle at Pope Lick Creek), Hartmann & Stauffacher
- Naomi Wallace: Die zurückweichende Welt (The Retreating World), Hartmann & Stauffacher
- Lisa Schlesinger: Manni und das Mädchen Charlie (Manni and Chicken), Hartmann & Stauffacher
- Jason Sherman: Demut (Patience), Drei Masken
- Philip Ridley: Schwarze Schmetterlinge (Mercury Fur), S. Fischer
- Rex Deverell: Voll abgedreht! (Weird), Autorenagentur/Neue Pegasus
- Michael Lewis MacLennan: Life After God (Life After God. The Play) nach Douglas Coupland, Drei Masken
- Brian Drader: Frank (und frei) (Sh*t Or to Be Frank), Autorenagentur/Neue Pegasus
- John Mighton: Unser halbes Leben (Half Life), Drei Masken
- Drew Hayden Taylor: Die mit dem Pferd tanzt (Girl Who Loved Her Horses), Theater Stück Verlag
- Paula Stenström Öhman: People Respect Me Now (People Respect Me Now), Theater Stück Verlag
- Paula Stenström Öhman: Der Abend (Kvällen)[3]
- Rasmus Lindberg: Die fabelhafte Welt von Tom und Li (Svårast är det med dom värdelösa), Theater Stück Verlag